# LIII Festival Internacional de Cinema Fantàstic de Catalunya
La LIII edició del Sitges Festival Internacional de Cinema de Catalunya (abans, Festival Internacional de Cinema Fantàstic de Sitges) es va organitzar del 8 al 18 d'octubre de 2020 dirigida per Àngel Sala, a qui es va homenatjar en la gala d'apertura per portar 20 anys en el càrrec. A causa de les restriccions provocades per la pandèmia per COVID-19, l'aforament a les sale d'exhibició era inferior al 70% a les sales per tal d'agilitzar les entrades i sortides i evitar aglomeracions. Es van exhibir 250 pel·lícules a les sales comercials i 155 a les de la sala virtual.
En aquesta edició es commemora el 40è aniversari dels clàssics Flash Gordon i L'imperi contraataca, així com el 30è aniversari de Desafiament total i el centenari d'El gabinet del Doctor Caligari. David Lynch va rebre el Gran Premi Honorífic i en la clausura es va projectar la seva pel·lícula L'home elefant, que també compleix 40 anys de la seva estrena. També foren premiats Paco Plaza, Najwa Nimri, Oriol Tarragó i Manuel de Blas.
El certamen fou inaugurat amb Malnazidos de Javier Ruiz Caldera i Alberto de Toro. També es va projectar en primícia la sèrie 30 monedas d'Álex de la Iglesia.

## Pel·lícules projectades

### Secció oficial Fantàstic
- Cosmètica de l'enemic de Kike Maíllo
- Archenemy d'Adam Egypt Mortimer
- Archive de Gavin Rothery
- Baby de Juanma Bajo Ulloa
- Becky de Cary Murnion i Jonathan Milott
- The Book of Vision de Carlo Hintermann
- Come True d'Anthony Scott Burns
- Drakulics elvtárs de Márk Bodzsár
- The Dark and the Wicked de Bryan Bertino
- L'últim dia a la Terra de Romain Quirot
- The Education of Fredrick Fitzell de Christopher MacBride
- L'État sauvage de David Perrault
- Fried Barry de Ryan Kruger
- Hunted de Vincent Paronnaud
- Immortal de Fernando Spiner
- Initiation de John Berardo
- Kandisha d'Alexandre Bustillo i Julien Maury
- Mandibules de Quentin Dupieux
- Mosquito State de Filip Jan Rymsza
- La Nuée de Just Phillipot
- The Owners de Julius Berg
- Peninsula de Yeon Sang-ho
- Possessor de Brandon Cronenberg
- Post Mortem de Péter Bergendy
- Relic de Natalie Erika James
- Save Yourselves! d'Alex Huston Fischer i Eleanor Wilson
- Sea Fever de Neasa Hardiman
- She Dies Tomorrow d'Amy Seimetz
- The Silencing de Robin Pront
- Sputnik de Iegor Abramenko
- Teddy de Ludovic i Zoran Boukherma
- La vampira de Barcelona de Lluís Danés
- Wendy de Benh Zeitlin

### Sitges clàssics
- Desafiament total (1990) de Paul Verhoeven
- Flash Gordon (1980) de Mike Hodges
- L'imperi contraataca (1980) d'Irvin Kershner
- Fúria oriental (1972) de Lo Wei
- El procés (1962) d'Orson Welles
- El gabinet del Dr. Caligari (1920) de Robert Wiene
- Das Testament des Dr. Mabuse (1932) de Fritz Lang
- The Cabinet of Caligari (1962) de Roger Kay

## Jurat
El jurat oficial va estar format per David Matamoros (productor), Víctor García (director), María del Puy Alvarado (productora), Juana Acosta (actriu) i Borja Crespo (director, productor).

## Premis
Els premis d'aquesta edició foren:
| Categoria                                                               | Premiat                                                | Treball                                   |
| ----------------------------------------------------------------------- | ------------------------------------------------------ | ----------------------------------------- |
| Premi a la millor pel·lícula                                            | Possessor                                              | Brandon Cronenberg                        |
| Premi al millor director Patrocinat per Moritz                          | Brandon Cronenberg                                     | Possessor                                 |
| Menció especial al millor director                                      | Natalie Erika James                                    | Relic                                     |
| Premi a la millor actriu Patrocinat per Sol de Tardor                   | Suliane Brahim                                         | La Nuée                                   |
| Menció especial a la millor actriu                                      | Marin Ireland                                          | The Dark and the Wicked                   |
| Premi al millor actor Patrocinat per Vilamòbil                          | Grégoire Ludig David Marsais                           | Mandibules                                |
| Premi al millor guió patrocinat per CaixaBank/Obra Social ‘la Caixa’    | Márk Bodzsár, Juli Jakab, István Tasnádi               | Drakulics elvtárs                         |
| Premi a la millor fotografia                                            | Tristan Nyby                                           | The Dark and the Wicked                   |
| Premi a la millor banda sonora                                          | Bingen Mendizábal i Koldo Uriarte                      | Baby                                      |
| Premi als millors efectes especials patrocinat per Kelontik i Antaviana | Maks Naporowski, Filip Jan Rymsza, Dariush Derakhshani | Mosquito State                            |
| Premi al millor Curtmetratge patrocinat per Fotogramas                  | Yi-fen Tsai                                            | The Luggage                               |
| Menció al millor Curtmetratge                                           | Samuel Ortí Martí                                      | Rutina: La prohibición                    |
| Premi Especial del Jurat                                                | La Nuée                                                | Just Phillipot                            |
| Gran Premi del Públic Patrocinat per la Vanguardia                      | La vampira de Barcelona                                | Lluís Danés                               |
| Premi Noves Visions Millor pel·lícula                                   | My Heart Can't Beat Unless You Tell It To              | Jonathan Cuartas                          |
| Premi Noves Visions Menció a la pel·lícula                              | El elemento enigmático                                 | Alejandro Fadel                           |
| Premi Noves Visions Millor direcció                                     | Laura Casabé                                           | Los que vuelven                           |
| Premi Noves Visions. Petit format                                       | Luz Distante - Parte 1, Les desventurades              | Santiago Reale                            |
| Premi Panorama Fantàstic                                                | El conductor                                           | Lodewijk Crijns                           |
| Premi Midnight X-Treme                                                  | Ratu Ilmu Hitam                                        | Kimo Stamboel                             |
| Premi Focus Àsia                                                        | Ratu Ilmu Hitam                                        | Kimo Stamboel                             |
| Premi Sitges Documenta                                                  | Ivan, O Terrível                                       | Mario Abbade                              |
| Premi Carnet Jove al millor llargmetratge                               | She Dies Tomorrow                                      | Amy Seimetz                               |
| Premi a la millor pel·lícula d'animació                                 | Seven Days War                                         | Yuta Murano                               |
| Premi al millor curtmetratge d'animació                                 | Red Rover                                              | Astrid Goldmisth                          |
| Premi Blood Window                                                      | Marea alta                                             | Verónica Chen                             |
| Premi Brigadoon Paul Naschy                                             | Horrorscope                                            | Pol Diggler                               |
| Premi Méliès d'argent al millor llargmetratge                           | L'últim dia a la Terra                                 | Romain Quirot                             |
| Premi Méliès d'argent al millor curtmetratge                            | Dar-dar                                                | Paul Urkijo                               |
| Premi Meliès a la carrera                                               | Paco Plaza                                             |                                           |
| Premi de la Crítica José Luis Guarner                                   | Teddy                                                  | Ludovic i Zoran Boukherma                 |
| Premi Ciutadà Kane a la direcció revelació                              | Jonathan Cuartas                                       | My Heart Can't Beat Unless You Tell It To |
| Gran Premi Honorífic                                                    | David Lynch Najwa Nimri                                |                                           |
| Premi Maria Honorífica                                                  | Oriol Tarragó                                          |                                           |
| Premi Nosferatu                                                         | Manuel de Blas                                         |                                           |